# Kuroniówka

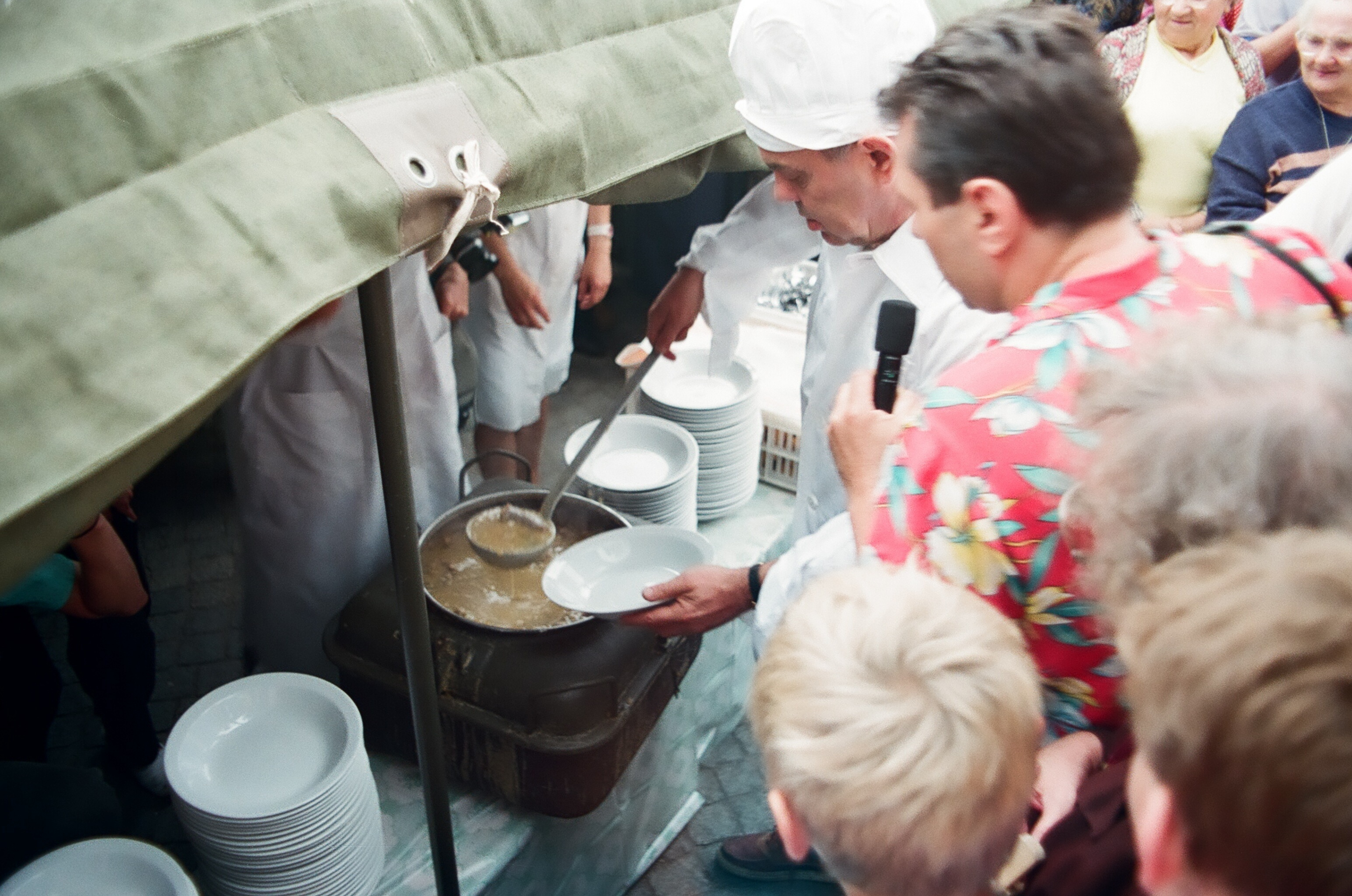
Jacek Kuroń podczas rozdawania darmowej zupy

Kuroniówka – potoczne określenie darmowego posiłku, jaki był wydawany na ulicach Warszawy mieszkańcom miasta na początku lat 90. XX wieku, m.in. osobiście przez ministra pracy i polityki socjalnej Jacka Kuronia. Posiłkiem tym była grochówka. Następnie wyraz ten stał się synonimem zasiłku dla bezrobotnych.
W 2012 powstała Fundacja Kuroniówka Joanny Liszkiewicz-Kuroń, zajmująca się pomocą ubogim i potrzebującym. W 2014 zarejestrowano Fundację Solidarności Społecznej SOS Kuroniówka.